# Krumme Lanke

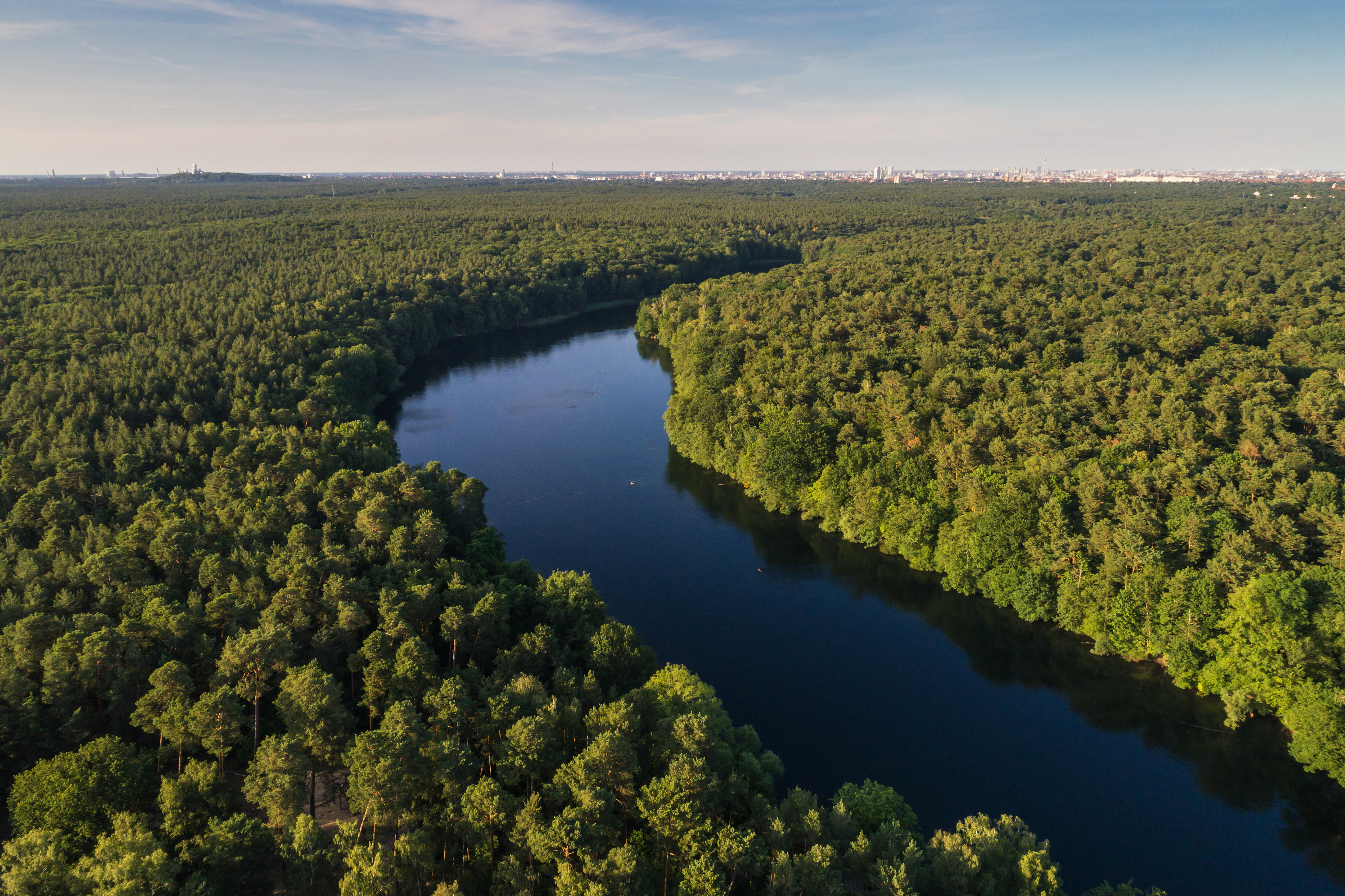
Krumme Lanke

Krumme Lanke är en populär badsjö i Berlin. Den ligger i stadsdelen Zehlendorf på kanten av Grunewald. Krumme Lanke är omkring 140 000 m² stor och är upp till 6,7 meter djup. Den har gett namn åt tunnelbanestationen Krumme Lanke.